# Medard Boss
Medard Boss (San Gallo, 4 ottobre 1903 – Zollikon, 21 dicembre 1990) è stato uno psicologo e psichiatra svizzero.
Sviluppò una particolare psicoterapia conosciuta poi col nome di "Daseinsanalyse"(Analisi esistenziale), la quale unisce la pratica psicoterapeutica della psicoanalisi assieme alla filosofia esistenziale-fenomenologica del suo amico e mentore Martin Heidegger. Durante gli studi effettuati a Vienna, iniziò la pratica della psicoanalisi frequentando i corsi di Sigmund Freud, per poi spostarsi successivamente a Zurigo per seguire lo psicoanalista svizzero Hans Behn Eschenburg.
Al ritorno da Zurigo poi lavorò presso la clinica psichiatrica di Burghölzli sotto la supervisione dello psichiatra Eugen Bleuler. Ha poi proseguito con la formazione psicoanalitica formale presso l'Istituto di Psicologia di Berlino, dove il suo analista supervisore era Karen Horney. Mentre era al BPI studiò con Hanns Sachs, Otto Fenichel, Wilhelm Reich e Kurt Goldstein.
In seguito è andato a Londra, dove ha lavorato a stretto contatto con Ernest Jones per sei mesi presso il National Hospital for Nervous Diseases. Tornato a Zurigo, fu invitato da Carl Gustav Jung a unirsi ad un laboratorio con altri medici per studiare la psicologia analitica, un'esperienza che durò quasi dieci anni e aiutò Boss a vedere che la psicoanalisi non doveva limitarsi alle interpretazioni freudiane. Fu durante gli anni '30 che Boss conobbe anche Ludwig Binswanger, che introdusse Boss nelle opere del filosofo Martin Heidegger.
Durante la seconda guerra mondiale, mentre prestava servizio nell'esercito svizzero, Boss iniziò a studiare l'Essere e il tempo di Heidegger e, alla conclusione della guerra, Boss contattò Heidegger, iniziando un'amicizia di mentoring di 25 anni. Attraverso il suo studio con Heidegger, Boss arrivò a credere che la medicina moderna e la psicologia, fondate sulla filosofia cartesiana e sulla fisica newtoniana, avessero presupposti errati sugli esseri umani e su ciò che significa essere umani. Ha affrontato una fondazione esistenziale per medicina e psicologia due testi classici: Psicoanalisi e Daseinsanalysis (1963) e Fondamenti esistenziali di Medicina e Psicologia (1979). 
Mentre il più vecchio collega di Boss, Ludwig Binswanger, è riconosciuto come il fondatore del primo approccio sistemico esistenziale alla psichiatria e alla psicopatologia, Boss è considerato il fondatore del primo approccio sistematico alla psicoterapia esistenziale. Altri contributi significativi di Boss furono fatti nella letteratura della psicoterapia esistenziale include The Meaning and Content of Sexual Perversions (1949), The Analysis of Dreams (1958) e A Psychiatrist Discover India (1965).
Boss vedeva i sogni come provenienti dalla vita di una persona nel suo complesso, non da uno "stato di sogno" separato. Inoltre, non vedeva l '"inconscio" come un luogo in cui venivano trattenuti gli impulsi negati, il modo in cui Freud lo presentava.